# (621) Werdandi
(621) Werdandi est un astéroïde de la ceinture principale découvert par August Kopff le 11 novembre 1906.
Il a été ainsi baptisé en référence à la déesse nordique Verdandi.